# Lijst van Nederlandse deelnemers aan de Olympische Zomerspelen van 1924
Dit is een lijst van Nederlandse deelnemers aan de Zomerspelen van 1924 in Parijs.
| Olympiër                                         | Sport             | Onderdeel | Ervaring  |
| ------------------------------------------------ | ----------------- | --- | --------- |
| Adriana Admiraal-Meijerink                       | schermen          | floret individueel | debutant  |
| Huub Baarsgarst                                  | boksen            | lichtgewicht (tot 61,24 kg) | debutant  |
| Jan van Balkum                                   | schieten          | pistool/revolver op 25 meter | debutant  |
| Hendrika Bante                                   | schoonspringen    | schoonspringen 1 en 3 meter plank | debutant  |
| Marie Baron                                      | zwemmen           | 200m zwemmen 4x100m vrije slag | debutant  |
| Jan de Beaufort                                  | schermen          | degen individueel degen team | 3e Spelen |
| Joop ter Beek                                    | voetbal           | team | debutant  |
| Teun Beijnen                                     | roeien            | twee zonder stuurman | debutant  |
| Rinus van den Berge                              | atletiek          | 100 m 200 m 4x100 m | debutant  |
| Henk de Best                                     | boksen            | zwaargewicht (boven 79,38 kg) | debutant  |
| Willem Hubert van Blijenburgh                    | schermen          | degen team degen individueel | 4e Spelen |
| Hannes de Boer                                   | atletiek          | verspringen | debutant  |
| Jan den Boer                                     | waterpolo         | team | debutant  |
| Jo de Boer                                       | schermen          | floret individueel | debutant  |
| Willy Bohlander                                  | waterpolo         | team | debutant  |
| Gé Bohlander                                     | waterpolo         | team | 2e Spelen |
| Willem Bokhoven                                  | waterpolo         | team | debutant  |
| Ada Bolten                                       | zwemmen           | 4x100m vrije slag | debutant  |
| Wim Bolten                                       | atletiek          | 400m | debutant  |
| Simon Bon                                        | roeien            | acht | debutant  |
| Jaap Boot                                        | atletiek          | verspringen 4x100m | debutant  |
| Gerard Bosch van Drakestein                      | wielersport       | tandem 4 km ploegachtervolging | 2e Spelen |
| Kea Bouman                                       | tennis            | enkelspel gemengd dubbelspel | debutant  |
| Gerrit Bouwhuis                                  | schieten          | vrij geweer team op 400, 600 en 800m vrij geweer op 400, 600 en 800m, individueel                                                               | debutant  |
| Pieter Lambertus van Boven                       | schermen          | dagen individueel degen team | debutant  |
| Karel John van den Brandeler                     | moderne vijfkamp  | vijfkamp | debutant  |
| Jacob Brandsma                                   | roeien            | vier met stuurman | debutant  |
| Jo Brandsma                                      | roeien            | vier met stuurman | debutant  |
| Klaas Breeuwer                                   | voetbal           | team | debutant  |
| Harry Broos                                      | atletiek          | 100m 200m 4x100m | debutant  |
| Bertus Brouwer                                   | atletiek          | marathon | debutant  |
| Wouter Brouwer                                   | schermen          | degen team degen individueel | 2e Spelen |
| Sikke Bruinsma                                   | schieten          | pistool/revolver op 25 meter | debutant  |
| Joop Carp                                        | zeilen            | 6m klasse (stuurman) | 2e Spelen |
| Carl Gustav Coerse                               | worstelen         | lichtgewicht | 2e Spelen |
| Antonius Theodorus Colenbrander                  | paardensport      | samengestelde ruiterwedstrijd individueel samengestelde ruiterwedstrijd met team                                                                | debutant  |
| Ko Cornelissen                                   | boksen            | weltergewicht (tot 66,68 kg) | debutant  |
| Ted Cremer                                       | roeien            | acht | debutant  |
| Jan Dam                                          | boksen            | weltergewicht (tot 66,68 kg) | debutant  |
| Gé Dekker                                        | zwemmen           | 100m vrije slag 4x200m vrije slag | debutant  |
| Louis Dekker                                     | roeien            | vier met stuurman | debutant  |
| Wilhelmus Johannes Doll                          | worstelen         | middengewicht A (< 75 kg) | debutant  |
| Jetze Doorman                                    | schermen          | sabel team | 4e Spelen |
| Maarten van Dulm                                 | schermen          | sabel team sabel individueel | debutant  |
| Harry Dénis                                      | voetbal           | team | 2e Spelen |
| Cornelis Eecen                                   | roeien            | acht | debutant  |
| Cornelis Wilhelmus Ekkart                        | schermen          | sabel individueel | debutant  |
| Maas van der Feen                                | tennis            | enkelspel dubbelspel | debutant  |
| Antony Fennema                                   | roeien            | acht | debutant  |
| Okkie Formenoij                                  | voetbal           | team | debutant  |
| Dirk Fortuin                                     | roeien            | vier met stuurman | debutant  |
| André le Fèvre                                   | voetbal           | team | debutant  |
| Hendrik Herman de Grijff                         | schieten          | vrij geweer op 600 meter individueel | debutant  |
| Ber Groosjohan                                   | voetbal           | team | 2e Spelen |
| Anthonij Johannes Guépin                         | zeilen            | 6m klasse | debutant  |
| Cor Heeren                                       | wielersport       | wegwedstrijd wegwedstrijd landenteams | debutant  |
| Henk Hemsing                                     | schoonspringen    | schoonspringen vijf en tien meter verplichte sprong schoonspringen vijf en tien meter vrije sprongen schoonspringen 1 en 3 meter vrije sprongen | debutant  |
| Johan Hin                                        | zeilen            | monotype | 2e Spelen |
| Roelof Hommema                                   | roeien            | acht | debutant  |
| Otto Hoogesteijn                                 | zwemmen           | 4x200m vrije slag | debutant  |
| Gerrit Horsten                                   | voetbal           | team | debutant  |
| Philippus Hendrik Lodewijk Innemee               | wielersport       | wegwedstrijd wegwedstrijd landenteams | debutant  |
| Carel de Iongh                                   | schieten          | vrij geweer op 600 meter individueel vrij geweer team op 400, 600 en 800 m vrij geweer op 400, 600 en 800 m, individueel                        | debutant  |
| Pieter Johannes Jacobszoon                       | zwemmen           | 100m vrije slag | debutant  |
| Arie de Jong                                     | schermen          | degen team floret individueel floret team sabel individueel sabel team                                                                          | 4e Spelen |
| Henk Kamerbeek                                   | atletiek          | kogelslingeren | debutant  |
| Jan van Kampen                                   | atletiek          | 100m en 200m | debutant  |
| Wim Kat                                          | atletiek          | 400m | debutant  |
| Henk Keemink                                     | atletiek          | 10 km snelwandelen | debutant  |
| Harry de Keijser                                 | atletiek          | polsstokhoogspringen tienkamp vijfkamp | debutant  |
| Truus Klapwijk                                   | zwemmen           | 400m vrije slag 4x100m vrije slag schoon springen 1 en 3 meter plank                                                                            | debutant  |
| Adrianus Gerardus van Korlaar                    | schieten          | vrij geweer op 400, 600 en 800 meter, individueel vrij geweer team op 400, 600 en 800 meter                                                     | debutant  |
| François Theodorus Wilhelm Kortleven             | schieten          | vrij geweer team op 400, 600 en 800 meter vrij geweer op 400, 600 en 800 meter, individueel                                                     | debutant  |
| Peer Krom                                        | voetbal           | team | debutant  |
| Gerard de Kruijff                                | paardensport      | samengestelde ruiterwedstrijd individueel samengestelde ruiterwedstrijd met team                                                                | debutant  |
| Paul Kunze                                       | schermen          | floret individueel floret team | debutant  |
| Sjaak Köhler                                     | zwemmen waterpolo | 400m vrije slag 4x200m vrije slag team | debutant  |
| Frits Lamp                                       | atletiek          | 100m | debutant  |
| Albert Langereis                                 | schieten          | vrij geweer team op 400, 600 en 800 meter vrij geweer op 600 meter individueel vrij geweer op 400, 600 en 800 meter, individueel                | debutant  |
| Gerard Leembruggen                               | tennis            | enkelspel dubbelspel | debutant  |
| Kick van Lennep                                  | tennis            | enkelspel dubbelspel | 2e Spelen |
| Heinz Levy                                       | boksen            | vedergewicht (tot 57,15 kg) | debutant  |
| Evert van Linge                                  | voetbal           | team | debutant  |
| Henk Lotgering                                   | schoonspringen    | schoonspringen vijf en tien meter verplichte sprong schoonspringen vijf en tien meter vrije sprongen schoonspringen 1 en 3 meter vrije sprongen | debutant  |
| Johannes Lambertus van Maaren                    | worstelen         | bantamgewicht (tot 58 kg) | 2e Spelen |
| Jan Maas                                         | wielersport       | 4 km ploegenachtervolging wegwedstrijd wegwedstrijd landenteams                                                                                 | debutant  |
| Paul Maasland                                    | roeien            | acht | debutant  |
| François Marits                                  | schieten          | pistool/revolver op 25 meter | debutant  |
| Louis Meeuwessen                                 | boksen            | middengewicht (tot 72,57 kg) | debutant  |
| Jaap Meijer                                      | wielersport       | 1 km sprint | debutant  |
| Menso Johannes Menso                             | atletiek          | 400m 800m | debutant  |
| Gejus van der Meulen                             | voetbal           | team | debutant  |
| Karel Miljon                                     | boksen            | halfzwaargewicht (tot 79,38 kg) | debutant  |
| Antonie Johannes Misset                          | worstelen         | middengewicht B | debutant  |
| Gerlacus Moes                                    | zwemmen           | 200m schoolslag | debutant  |
| Barent Johannes Momma                            | moderne vijfkamp  | individueel | debutant  |
| Jan Muijs                                        | worstelen         | middengewicht B | debutant  |
| Jan de Natris                                    | voetbal           | team | 2e Spelen |
| Nicolaas Johannes Nederpeld                      | schermen          | floret individueel floret team | debutant  |
| Ab Oord                                          | gewichtheffen     | zwaargewicht | debutant  |
| Jan Oosthoek                                     | voetbal           | team | debutant  |
| Charles Pahud de Mortanges                       | paardensport      | samengestelde ruiterwedstrijd individueel samengestelde ruiterwedstrijd team                                                                    | debutant  |
| Adriaan Paulen                                   | atletiek          | 400m 800m | 2e Spelen |
| Maurice Peeters                                  | wielersport       | 1 km sprint tandem | 2e Spelen |
| Wim Peters                                       | atletiek          | hink-stap-springen | debutant  |
| Constant Pieterse                                | roeien            | skiff | debutant  |
| Kees Pijl                                        | voetbal           | team | debutant  |
| Simon van Poelgeest                              | wielersport       | 4 km ploegachtervolging | debutant  |
| Oscar van Rappard                                | atletiek          | 110m horden 400m horden | 2e Spelen |
| Jan Hermannus van Reede                          | paardensport      | dressuur individueel | debutant  |
| Jan Reinderman                                   | worstelen         | middengewicht A (<75 kg) | debutant  |
| Henk Rijnders                                    | roeien            | acht | debutant  |
| Willy Rösingh                                    | roeien            | twee zonder stuurman | debutant  |
| Guus Scheffer                                    | gewichtheffen     | lichtgewicht | debutant  |
| Hendrik Dorotheus Scherpenhuijzen                | schermen          | sabel team | debutant  |
| Johannes Petrus Scheuter                         | schieten          | vrij geweer op 600 meter individueel | debutant  |
| Frits Schutte                                    | zwemmen           | 4x200m vrije slag | debutant  |
| Han van Senus                                    | waterpolo         | team | debutant  |
| Pieter François van Senus                        | zwemmen           | 100m rugslag | debutant  |
| Dick Sigmond                                     | voetbal           | team | debutant  |
| Jean van Silfhout                                | roeien            | vier met stuurman | 2e Spelen |
| Jan Sint                                         | worstelen         | zwaargewicht | 3e Spelen |
| Jaap Sjouwerman                                  | worstelen         | zwaargewicht | 2e Spelen |
| Arij Smit                                        | boksen            | bantamgewicht (tot 53,52 kg) | debutant  |
| Albert Snouck Hurgronje                          | voetbal           | team | debutant  |
| Lau Spel                                         | atletiek          | 110m horden | debutant  |
| Teun Sprong                                      | atletiek          | marathon | debutant  |
| Carolus Marie Alexander Constantinus Stoffels    | moderne vijfkamp  | individueel | debutant  |
| Johanna Petronella Lambertina Stokhuyzen-de Jong | schermen          | floret individueel | debutant  |
| Karel Struijs                                    | waterpolo         | team | 2e Spelen |
| Hans Tetzner                                     | voetbal           | team | debutant  |
| Henk Timmer                                      | tennis            | enkelspel dubbelspel gemengd dubbelspel | debutant  |
| Christiaan Tonnet                                | moderne vijfkamp  | individueel | debutant  |
| Gerrit Tromp                                     | roeien            | acht | debutant  |
| Leo Turksma                                      | boksen            | vlieggewicht (tot 50,80 kg) | debutant  |
| Jan Verheijen                                    | gewichtheffen     | licht zwaargewicht tot 82,5 kg | debutant  |
| Henk Vermetten                                   | voetbal           | team | debutant  |
| Ben Verweij                                      | voetbal           | team | 2e Spelen |
| Rie Vierdag                                      | zwemmen           | 100 meter vrije slag 4 × 100 meter vrije slag                                                                                                   | debutant  |
| Felix Vigeveno                                   | schermen          | floret team | 2e Spelen |
| Gerrit Visser                                    | voetbal           | team | debutant  |
| Martinus Pieter Vlietman                         | wielersport       | wegwedstrijd | debutant  |
| Dolf van der Voort van Zijp                      | paardensport      | samengestelde ruiterwedstrijd individueel samengestelde ruiterwedstrijd met team                                                                | debutant  |
| Jan Johannes Anthony Arnoldus Vreede             | zeilen            | 6m klasse | debutant  |
| Jan de Vries                                     | atletiek          | 200m 4x100m | 2e Spelen |
| Egbertus Waller                                  | roeien            | acht | debutant  |
| Frans Waterreus                                  | wielersport       | 4 km ploegenachtervolging | debutant  |
| Jan van der Wiel                                 | schermen          | sabel team sabel individueel | 2e Spelen |
| Henri Wijnoldy-Daniëls                           | schermen          | sabel team floret team degen team | 2e Spelen |
| Dingenis de Wilde                                | schieten          | pistool/revolver op 25 meter | debutant  |
| Aart Josephus van Wilgenburg                     | zwemmen           | 100m rugslag | debutant  |
| Ko Willems                                       | wielersport       | 50 km | debutant  |
| Jan Zeegers                                      | atletiek          | 1500m 5000m 3000m steeplechase | debutant  |